# Edwin Rivera
Edwin Rivera Rodríguez (Santurce; 14 de octubre de 1970), más conocido como Edwin Rivera es un cantante puertorriqueño de salsa que ha obtenido un gran éxito a nivel internacional. Es hermano del también cantante Jerry Rivera.

## Biografía
Edwin Rivera Rodríguez nació el 14 de octubre de 1970 en  Santurce (Puerto Rico). Sus padres fueron Edwin Rivera y Dominga Rodríguez. Hijo de una cantante y hermano de los también cantantes Jerry y Saned Rivera, Edwin comenzó a participar en varios coros musicales, donde logró destacar, sobre todo cuando estudiaba con el arreglista y productor  Ramón Sánchez. 
Más tarde, Rivera estudió música en el Conservatorio de Música de Puerto Rico. Tras terminar sus estudios en el conservatorio comenzó su carrera musical. Así, inició su carrera ejerciendo trabajos tales como el de como trompetista y corista del cantante Tito Rojas. 
En 1993 inició su carrera como solista lanzando el disco salsero Dame un día más. El disco tuvo un gran éxito comercial gracias al sencillo Yo Soy Tú, logrando convertirse en un artista importante en poco tiempo. Su segundo disco, Contigo también tuvo una gran acogida entre el público gracias a los sencillos "Mi niña mimada" y "Baby, baby, baby", logrando vender más de 50,000 copias en Puerto Rico, Estados Unidos y Latinoamérica, lo que condujo a que se le entregara un disco de oro.
Su cuarto álbum, que llevaba el éxito Contigo soy feliz, se convirtió en uno de los discos hispanos más vendidos en los Estados Unidos. 
Con el inicio del siglo XXI, Edwin Rivera sustituyó la salsa por el merengue, iniciándose en este género con su álbum Edwin, formado por nueve temas, y su sencillo fue "No quiero verla".

## Discografía
- 01. Dame Un Día Más (1993)
- 02. Contigo (1994)
- 03. Baby, Baby, Baby (1995)
- 04. La Chula ...Y Lo Mejor (1996)
- 05. Nada Es igual (1997)
- 06. Edwin (1999)
- 07. Reencuentro: Sus Grandes Éxitos (1999)
- 08. Vuelve (2000)
- 09. Todo... (2003)
- 10. Te Ofrezco Lo Mejor De Mí (2004)
- 11. Con Más Fuerza (2007)
- 12. Éxitos Bailables De Merengue (2007)
- 13. Lo Nuevo Y Lo Mejor (2010)